# Korpusy strzeleckie Armii Czerwonej
Korpusy strzeleckie Armii Czerwonej (ros. стрелковые корпусa РККА) – korpusy piechoty (strzelców) Armii Czerwonej w latach 1922–1945 w literaturze zwane również jako Korpus Piechoty lub Korpus Armijny.

## Powstanie
W trakcie reorganizacji Armii Czerwonej trzonem wojsk pozostała piechota. Organizowano ją tradycyjnie w dywizje strzeleckie. W 1929 roku było ich 69, przy czym aż 46 kompletowanych było na zasadzie terytorialnej. W maju 1922 roku sformowano pierwszych siedemnaście korpusów strzeleckich (nr 1–17) w skład których wchodziły dwie lub trzy dywizje strzeleckie. W kwietniu 1924 roku utworzone zostały kolejne dwa korpusy (nr 18 i 19).
Wtedy też Armia Czerwona zsynchronizowała swoje plany rozwoju z możliwościami nowego przemysłu:
- do końca 1931 roku zamierzano zgromadzić uzbrojenie dla: 122 dywizji strzeleckich.
- w roku 1932 liczbę dywizji strzeleckich podniesiono do 140.
- w roku 1933 miano zebrać uzbrojenie dla 150 dywizji strzeleckich.

Na początku 1935 roku Sowieci dysponowali 84 dywizjami w tym 43 można uznać za kadrowe. Pod koniec 1937 roku osiągnięto stan 96 dywizji, przy czym na zasadzie terytorialnej służyło ich już tylko 36. Sowieci dysponowali więc 60 skoszarowanymi dywizjami, które można było podnieść w krótkim czasie do etatu wojennego (9 z nich wzmocniono w celu obsady Rejonów Umocnionych w pasie fortyfikacyjnym tzw. „Linii Stalina”).
W maju 1936 roku sformowane zostały dwa korpusy (nr 20 i 23), w czerwcu 1938 roku jeden (nr 59), w lipcu 1938 roku kolejne trzy (nr 21, 26 i 39), w maju 1939 roku jeden (nr 31), w sierpniu 1939 roku kolejnych osiem (nr 25, 27, 30, 35, 52, 53, 58 i 62).
25 sierpnia 1939 roku (rozkaz Ludowego Komisarza Obrony z 15 sierpnia 1939) 36 dawnych dywizji terytorialnych rozwinięto do poziomu dywizji, każdą ze swoimi 3 pułkami strzeleckimi (tzw. „trojczatki”). W ten sposób do 62 dywizji kadrowych dołączyło 108 dywizji drugiego rzutu. Ponieważ w międzyczasie wystawiono 3 dodatkowe dywizje, piechota osiągnęła stan 173 jednostek tego typu (październik 1939). Proces uzupełniania tych dywizji żołnierzami rozpoczęto 7 września 1939 roku powołaniami rezerwistów w 7 okręgach wojskowych. Większość dywizji została połączona w 43 Korpusy Strzeleckie (wystawiono 18 nowych).

## Zadania Korpusu
Korpusy podlegały organizacyjnie armiom ogólnowojskowym i zasadniczo wykonywały w jej składzie zadania bojowe. W niektórych wypadkach zdarzało się, że korpus piechoty wchodził bezpośrednio w skład Frontu.
Etat w 1945 roku:
- 3 dywizje piechoty
- 1 pułk artylerii (czasem w jednostkach gwardyjskich Korpusów Piechoty występowała brygada!)
- 1 batalion saperów
- 1 batalion łączności
- Samodzielne pododdziały zaopatrzenia oraz służb tyłowych.

Łącznie: około 40 000 ludzi, 300–500 karabinów maszynowych, 300–400 dział oraz 450–500 moździerzy.
W natarciu na przełomie lat 1944/1945 na kierunku głównego uderzenia korpus nacierał w pasie o szerokości od 3 do 5 kilometrów i przerywał obronę wroga na całej jej głębokości taktycznej. Dodatkowo by zwiększyć siłę uderzeniową korpus piechoty był wzmacniany czołgami i artylerią.
Całość artylerii od 1942 roku była w zasadzie powyżej szczebla korpusu, sam korpus posiadał z reguły batalion saperów i oddział łączności. Oczywiście przydzielane oddziały wsparcia (pancerne, artyleria, saperzy) pozostawały jakiś czas w składzie korpusu, co czasem sprawiało wrażenie, że korpusy miały je na stałe. System „wzmocnień” był dość elastyczny, np. w marcu 1945 roku polska 2. Dywizja Artylerii została przydzielona do radzieckiej 60. Dywizji Strzeleckiej.
W obronie korpus piechoty zajmował pas obronny w szerokości od 20 do 25 kilometrów. Ostatecznie korpusy piechoty rozformowano po 1945 roku.

## Stan na 1941 rok
Stan na 22.06.41.

### 1 Korpus Strzelecki
Wystawiony przez Specjalny Zachodni OW w składzie:
- 2 Dywizja Strzelecka
- 86 Dywizja Strzelecka
- 113 Dywizja Strzelecka

W czasie Wojny zimowej znajdował się na północ od jeziora Ładoga w składzie 8 Armii
- 139 Dywizja Strzelecka
- 155 Dywizja Strzelecka

rezerwa:
- 75 Dywizja Strzelecka

tranzyt:
- 34 Brygada Czołgowa

22 czerwca 1941 roku, w dniu rozpoczęcia się operacji Barbarossa, 10 Armia była częścią radzieckiego Front Zachodni. W tym czasie posiadała w swoim składzie między innymi 1 Korpus Strzelecki. Została otoczona przez wojska niemieckie w bitwie białostocko-mińskiej w czerwcu 1941 roku i prawie całkowicie zniszczona. Dowództwo armii zostało oficjalnie rozwiązane 5 lipca 1941 roku
- 2 Dywizja Strzelecka
- 8 Dywizja Strzelecka

### 2 Korpus Strzelecki
Wystawiony przez Specjalny Zachodni OW w składzie:
- 100 Dywizja Strzelecka
- 161 Dywizja Strzelecka

### 3 Korpus Strzelecki
Wystawiony przez. Zakaukaski OW w składzie:
W czasie Agresja ZSRR na Polskę w składzie 10 Armii (w rezerwie)
- 33 Dywizja Strzelecka
- 113 Dywizja Strzelecka

Stan na czerwiec 1941
- 4 Dywizja Strzelecka
- 9 Dywizja Górska,
- 47 Dywizja Górska

### 4 Korpus Strzelecki
Wystawiony przez Specjalny Zachodni OW był częścią 3 Armii w składzie:
- 27 Dywizja Strzelecka
- 56 Dywizja Strzelecka
- 85 Dywizja Strzelecka

### 5 Korpus Strzelecki
22 czerwca 1941 roku, w dniu rozpoczęcia się operacji Barbarossa, 10 Armia była częścią radzieckiego Front Zachodni. W tym czasie posiadała w swoim składzie między innymi 5 Korpus Strzelecki. Została otoczona przez wojska niemieckie w bitwie białostocko-mińskiej w czerwcu 1941 roku i prawie całkowicie zniszczona. Dowództwo armii zostało oficjalnie rozwiązane 5 lipca 1941 roku
Wystawiony przez Specjalny Zachodni OW w składzie:
- 8 Dywizja Strzelecka
- 13 Dywizja Strzelecka
- 113 Dywizja Strzelecka

### 6 Korpus Strzelecki
Wystawiony przez Specjalny Kijowski OW w składzie 23 Armii
- 41 Dywizja Strzelecka
- 97 Dywizja Strzelecka
- 159 Dywizja Strzelecka

### 7 Korpus Strzelecki
Wystawiony przez Odeski Okręg Wojskowy w składzie:
- 147 Dywizja Strzelecka
- 196 Dywizja Strzelecka
- 206 Dywizja Strzelecka

### 8 Korpus Strzelecki
Wystawiony przez Specjalny Kijowski OW w składzie:
- 72 Dywizja Górska,
- 99 Dywizja Strzelecka
- 173 Dywizja Strzelecka

Rejonu Przemyśla miał bronić 8 Korpus Strzelecki generał-majora Śniegowa, wchodzący w skład 26 Armii Kijowskiego Specjalnego Okręgu Wojskowego, samego miasta zaś 99 Dywizja Strzelców pułkownika Dementjewa. W jej skład wchodziły: 197 i 206 pułk strzelecki, 34 batalion łączności i 6 samodzielny batalion saperów. W czerwcu większość sił 99 dywizji przebywała jednak na ćwiczeniach. W Przemyślu pozostał 197 pułk strzelców, 52 i 150 samodzielne bataliony karabinów maszynowych oraz 92 oddział pograniczny. Oprócz tego w okolicach Przemyśla (Medyka, Siedliska, Niżankowice) przebywały jeszcze: 206 pułk strzelców 99 dywizji, trzy bataliony 1 pułku, 22 pułk artylerii, 71 pułk haubic i 113 samodzielny dywizjon artylerii przeciwlotniczej.

### 9 Korpus Strzelecki
Wystawiony przez Północno Kaukaski OW (przerzucony do czerwca na Krym) w składzie:
- 106 Dywizja Strzelecka

### 10 Korpus Strzelecki
Wystawiony przez Specjalny Nadbałtycki OW w składzie:
- 10 Dywizja Strzelecka
- 90 Dywizja Strzelecka

### 11 Korpus Strzelecki
Wystawiony przez Specjalny Nadbałtycki OW,
W czasie Agresja ZSRR na Polskę w składzie 10 Armia (ZSRR)
- 6 Dywizja Strzelecka
- 33 Dywizja Strzelecka
- 121Dywizja Strzelecka

W czerwcu 1941 roku 8 Armii Okręgu Bałtyckiego składzie:
- 125 Dywizja Strzelecka
- 48 Dywizja Strzelecka

14 września 1944 z rejonu Manasterca i Gór Słonnych została wprowadzona do walki 237 Dywizja Strzelecka 11 Korpusu Strzeleckiego 4 Frontu Ukraińskiego. Nacierając na Uherce Mineralne złamała ona opór Niemców na rubieży Bezmiechowa Dolna – Bezmiechowa Górna, posunęła się o 6 km i do końca dnia zdobyła Jankowce i Olszanicę. Osiągnięcie przez 276 i 237 dywizje strzeleckie wyznaczonych rubieży rozszerzyło wyłom w obronie nieprzyjaciela do 12 km i umożliwiło wprowadzenie do walki sił głównych 11 korpusu piechoty z rubieży Lesko – Jankowce – Rudenka. 15 września wyzwolone zostały Uherce Mineralne.

### 12 Korpus Strzelecki
Wystawiony przez Zabajkalski OW w składzie:
- 65 Dywizja Strzelecka
- 93 Dywizja Strzelecka
- 94 Dywizja Strzelecka
- 114 Dywizja Strzelecka

### 13 Korpus Strzelecki
Wystawiony przez Specjalny Kijowski OW w składzie:
- 44 Dywizja Górska,
- 192 Dywizja Górska.

### 14 Korpus Strzelecki
Wystawiony przez Odeski OW w składzie:
- 25 Dywizja Strzelecka
- 51 Dywizja Strzelecka

### 15 Korpus Strzelecki
Wystawiony przez Specjalny Kijowski OW.
22 czerwca 1941 roku jako część 5 Armii pod dowództwem płk Iwan Fiediuninskiego w swoim składzie
- 45 Dywizja Strzelecka
- 62 Dywizja Strzelecka

#### II formowanie
Sformowany w listopadzie 1942 w obwodzie woroneskim jako 15 Korpus Strzelecki (2. formowania).
W składzie 6 Armii uczestniczył w Operacja średniodońska, wyzwoleniu Donbasu, odparciu kontrofensywy wojsk niemieckich na południe od Charkowa (marzec 1943) Bitwa o Charków (1943). W kwietniu 1943 przemianowany na 28 Korpus Strzelecki Gwardii, otrzymał nowe trzy strzeleckie dywizje Gwardii. Korpus był włączony do 8 Armii Gwardii i uczestniczył we wszystkich operacjach 8 Armii do końca wojny.

### 16 Korpus Strzelecki
Wystawiony przez Specjalny Nadbałtycki OW w składzie:
W czasie agresji na Polskę we wrześniu 1939 roku w składzie 10 Armii
- 8 Dywizja Strzelecka
- 52 Dywizja Strzelecka
- 55 Dywizja Strzelecka

Stan na czerwiec 1941:
- 5 Dywizja Strzelecka
- 33 Dywizja Strzelecka
- 188 Dywizja Strzelecka

25 grudnia 1944 w składzie 33 Armii:
- 45 Dywizja Strzelecka
- 339 Dywizja Strzelecka
- 383 Dywizja Strzelecka

### 17 Korpus Strzelecki
Wystawiony przez Specjalny Kijowski OW w składzie:
- 58 Dywizja Górska,
- 60 Dywizja Górska,
- 96 Dywizja Górska,
- 164 Dywizja Strzelecka.

### 18 Korpus Strzelecki
Wystawiony przez Front Dalekowschodni w składzie:
- 34 Dywizja Strzelecka
- 202 Brygada powietrznodesantowa.

### 19 Korpus Strzelecki
Wystawiony w składzie:
- 115 Dywizja Strzelecka
- 142 Dywizja Strzelecka

W czasie Wojny zimowej stacjonował na Przesmyku Karelskim w składzie 7 Armii
- 24 Dywizja Strzelecka
- 43 Dywizja Strzelecka
- 70 Dywizja Strzelecka
- 123 Dywizja Strzelecka
- 40 Brygada Czołgów

W tranzycie:
- 150 Dywizja Strzelecka
- 136 Dywizja Strzelecka

później w składzie 23 Armii

### 20 Korpus Strzelecki
Wystawiony przez Moskiewski OW w składzie:
- 137 Dywizja Strzelecka
- 144 Dywizja Strzelecka
- 160 Dywizja Strzelecka

### 21 Korpus Strzelecki
Wystawiony przez Specjalny Zachodni OW jako część 3 Armii w składzie:
- 17 Dywizja Strzelecka
- 37 Dywizja Strzelecka
- 50 Dywizja Strzelecka

- Wyzwolenie Bobrowic – 16 lutego 1945 w składzie 3 Armii Gwardii
- Wyzwolenie Gubina 22 lutego łącznie ze 120 Korpusem Strzeleckim

### 22 Korpus Strzelecki
Wystawiony przez Specjalny Nadbałtycki OW (estoński) – w składzie:
- 180 Dywizja Strzelecka
- 182 Dywizja Strzelecka

1 grudnia 1945 w składzie 6 Armii
- 218 Dywizja Strzelecka
- 273 Dywizja Strzelecka

### 23 Korpus Strzelecki
Wystawiony przez Zakaukaski OW w składzie:
- 31 Dywizja Strzelecka
- 136 Dywizja Strzelecka
- 138 Dywizja Górska (dawna 138 Dywizja Strzelecka).

### 24 Korpus Strzelecki
Wystawiony przez Specjalny Nadbałtycki OW (łotewski) –
w składzie:
- 181 Dywizja Strzelecka
- 182 Dywizja Strzelecka

### 25 Korpus Strzelecki
Wystawiony przez Charkowski OW w składzie:
- 127 Dywizja Strzelecka
- 134 Dywizja Strzelecka
- 182 Dywizja Strzelecka

18 lipca 1944 w składzie 69 Armii
- 4 Dywizja Strzelecka
- 41 Dywizja Strzelecka
- 77 Dywizja Strzelecka Gwardii

### 26 Korpus Strzelecki
Wystawiony przez Front Dalekowschodni jako część 1 Armii w dniu 22 czerwca 1941 roku, w składzie:
- 21 Dywizja Strzelecka (ZSRR)
- 22 Dywizja Strzelecka (ZSRR)
- 26 Dywizja Strzelecka (ZSRR)

### 27 Korpus Strzelecki
Wystawiony przez Specjalny Kijowski OW.22 czerwca 1941 roku jako część 5 Armii w składzie:
- 87 Dywizja Strzelecka (ZSRR)
- 124 Dywizja Strzelecka (ZSRR)
- 135 Dywizja Strzelecka (ZSRR)

### 28 Korpus Strzelecki
Wystawiony przez Specjalny Zachodni OW w składzie:
- 6 Dywizja Strzelecka (ZSRR)
- 42 Dywizja Strzelecka (ZSRR)

Przed rozpoczęciem wojny w twierdzy brzeskiej stacjonowało 7 batalionów piechoty, 1 batalion rozpoznawczy, artyleria, części wojsk pogranicza, części 42 Dywizji Piechoty wchodzącej w skład 28 Korpusu Strzeleckiego 4 Armii, ponadto części 33 pułku inżynieryjnego, części 132 batalionu konwojów NKWD oraz sztaby. Łącznie siły sowieckie liczyły 7–8 tysięcy ludzi, nie licząc znajdującej się na terenie twierdzy grupy około 300 członków rodzin żołnierzy.

### 29 Korpus Strzelecki
Wystawiony przez Specjalny Nadbałtycki OW (litewski) dowodzony przez gen. por. Jakowa Fakanowa,–
w składzie:
- 179 Dywizja Strzelecka
- 184 Dywizja Strzelecka

W południe 31 stycznia 1945, żołnierze z 35 Korpusu Armijnego dowodzonego przez gen. mjr. Mikołaja Nikitina, przy wsparciu 29 Korpusu Armijnego dowodzonego przez gen. por. Jakowa Fakanowa, zajęły opustoszały dworzec kolejowy i nie napotkawszy żadnego oporu, z całym okrucieństwem wkroczyły do opuszczonego miasta Barczewo (Wartenburg).

### 30 Korpus Strzelecki
Wystawiony przez Orłowski OW jako część 21 Armii w składzie:
- 19 Dywizja Strzelecka (ZSRR)
- 149 Dywizja Strzelecka (ZSRR)
- 217 Dywizja Strzelecka (ZSRR)

### 31 Korpus Strzelecki
Wystawiony przez Specjalny Kijowski OW w składzie:
(dowództwo przerzucone z Frontu Dalekowschodniego)
- 193 Dywizja Strzelecka
- 195 Dywizja Strzelecka
- 200 Dywizja Strzelecka

### 32 Korpus Strzelecki
Wystawiony przez Zabajkalski OW jako część 16 Armii przybył na Ukrainę w czerwcu 1941 w składzie:
- 46 Dywizja Strzelecka (ZSRR)
- 152 Dywizja Strzelecka (ZSRR)

28 stycznia 1945 Oława została zdobyta przez jednostki 32 Korpusu Piechoty 5 Armii Gwardii generała pułkownika Aleksego Żadowa.

### 33 Korpus Strzelecki
Wystawiony przez Orłowski OW jako część 21 Armii w składzie:
- 89 Dywizja Strzelecka (ZSRR),
- 120 Dywizja Strzelecka (ZSRR),
- 145 Dywizja Strzelecka (ZSRR),

### 34 Korpus Strzelecki
Wystawiony przez Północno Kaukaski OW w składzie:
- 38 Dywizja Strzelecka
- 129 Dywizja Strzelecka
- 158 Dywizja Strzelecka
- 171 Dywizja Strzelecka

### 35 Korpus Strzelecki
Wystawiony przez Odeski OW dowodzony przez gen. mjr. Mikołaja Nikitina w składzie:
- 95 Dywizja Strzelecka (ZSRR)
- 176 Dywizja Strzelecka (ZSRR)

W południe 31 stycznia 1945, żołnierze z 35 Korpusu Strzeleckiego dowodzonego przez gen. mjr. Mikołaja Nikitina, przy wsparciu 29 Korpusu Strzeleckiego dowodzonego przez gen. por. Jakowa Fakanowa, zajęły opustoszały dworzec kolejowy i nie napotkawszy żadnego oporu, z całym okrucieństwem wkroczyły do opuszczonego miasta Barczewo (Wartenburg).

### 36 Korpus Strzelecki
Wystawiony przez Specjalny Kijowski OW w składzie:
- 140 Dywizja Strzelecka
- 146 Dywizja Strzelecka
- 228 Dywizja Strzelecka

### 37 Korpus Strzelecki
Wystawiony przez Specjalny Kijowski OW w składzie:
- 80 Dywizja Strzelecka
- 139 Dywizja Strzelecka
- 140 Dywizja Strzelecka

### 38 Korpus Strzelecki
25 grudnia 1944 w składzie 33 Armia
- 64 Dywizja Strzelecka (ZSRR)
- 95 Dywizja Strzelecka (ZSRR)
- 323 Dywizja Strzelecka (ZSRR)

### 39 Korpus Strzelecki
Wystawiony przez Front Dalekowschodni w składzie:
- 32 Dywizja Strzelecka
- 40 Dywizja Strzelecka
- 92 Dywizja Strzelecka

### 40 Korpus Strzelecki
Wystawiony przez Zakaukaski OW w składzie:
- 20 Dywizja górska (dawna 20 Dywizja Strzelecka (ZSRR)),
- 77 Dywizja górska.

### 41 Korpus Strzelecki
Wystawiony przez Moskiewski OW w składzie:
- 118 Dywizja Strzelecka
- 235 Dywizja Strzelecka

w czerwcu 1941 przybył z Ukrainy jako część 16 Armii w składzie
- 118 Dywizja Strzelecka (ZSRR)
- 144 Dywizja Strzelecka (ZSRR)
- 235 Dywizja Strzelecka (ZSRR)

### 42 Korpus Strzelecki
Wystawiony przez Leningradzki OW w składzie:
- 104 Dywizja Strzelecka
- 122 Dywizja Strzelecka
- 70 Dywizja Strzelecka
- 54 Dywizja Strzelecka
- 71 Dywizja Strzelecka
- 168 Dywizja Strzelecka
- 237 Dywizja Strzelecka
- 14 Dywizja Strzelecka
- 52 Dywizja Strzelecka
- 177 Dywizja Strzelecka
- 191 Dywizja Strzelecka
- 8 Brygada Strzelecka
- 1 Brygada Piechoty Morskiej. (pod dowództwem Floty Bałtyckiej).

### 43 Korpus Strzelecki
26 stycznia 1945 radziecka 59 Armia oraz wojska 43 Korpusu Piechoty, docierają na przedpola Sosnowca i rozpoczynają walki o miasto.

### 44 Korpus Strzelecki
Wystawiony przez Specjalny Zachodni OW w składzie:
- 64 Dywizja Strzelecka
- 108 Dywizja Strzelecka.

### 45 Korpus Strzelecki
Wystawiony przez Charkowski OW w składzie:
- 187 Dywizja Strzelecka
- 232 Dywizja Strzelecka

### 47 Korpus Strzelecki
Wystawiony przez Specjalny Zachodni OW w składzie:
- 55 Dywizja Strzelecka
- 121 Dywizja Strzelecka
- 143 Dywizja Strzelecka

W czasie Wojny zimowej walczył w centralnej Finlandii jako część 9 Armii
- 122 Dywizja Strzelecka
- 163 Dywizja Strzelecka

1 lutego 1945 do Torunia jako pierwsze zaczęły wkraczać oddziały 269. pułku piechoty ppłk. Kosenki ze 136. dywizji piechoty wchodzącej w skład 47 korpusu piechoty gen. Dratwina należącego do 70 Armii gen. Popowa.

### 48 Korpus Strzelecki
Wystawiony przez Odeski OW (w trakcie tworzenia) –
w składzie:
- 30 D górska (przeformowana z 30 Dywizja Strzelecka),
- 74 Dywizja Strzelecka

### 49 Korpus Strzelecki
Wystawiony przez Specjalny Kijowski OW w składzie:
- 190 Dywizja Strzelecka
- 197 Dywizja Strzelecka
- 199 Dywizja Strzelecka

### 50 Korpus Strzelecki
Wystawiony przez Leningradzki OW w składzie:
- 43 Dywizja Strzelecka
- 123 Dywizja Strzelecka

W czasie wojny zimowej na Przesmyku Karelskim w składzie 7 Armia (ZSRR)
- 48 Dywizja Strzelecka
- 90 Dywizja Strzelecka
- 142 Dywizja Strzelecka
- 35 Brygada Czołgów

W tranzycie:
- 150 Dywizja Strzelecka
- 136 Dywizja Strzelecka

później w składzie 23 Armii

### 51 Korpus Strzelecki
Wystawiony przez Uralski OW w składzie:
- 98 Dywizja Strzelecka
- 112 Dywizja Strzelecka
- 153 Dywizja Strzelecka

### 52 Korpus Strzelecki
Wystawiony przez Syberyjski OW w składzie:
- 133 Dywizja Strzelecka
- 166 Dywizja Strzelecka
- 178 Dywizja Strzelecka

### 53 Korpus Strzelecki
Wystawiony przez Syberyjski OW w składzie:
- 91 Dywizja Strzelecka
- 107 Dywizja Strzelecka
- 119 Dywizja Strzelecka

### 55 Korpus Strzelecki
Wystawiony przez Specjalny Kijowski OW w składzie:
- 130 Dywizja Strzelecka
- 169 Dywizja Strzelecka
- 189 Dywizja Strzelecka

### 56 Korpus Strzelecki
W czasie Wojny zimowej stacjonował na północ od jeziora Ładoga w składzie 8 Armii
Skład:
- 18 Dywizja Strzelecka
- 56 Dywizja Strzelecka
- 168 Dywizja Strzelecka

rezerwa:
- 75 Dywizja Strzelecka

tranzyt:
- 34 Brygada Czołgowa

### 59 Korpus Strzelecki
Wystawiony przez Front Dalekowschodni jako część 1 Armii w dniu 22 czerwca 1941 w składzie:
- 39 Dywizja Strzelecka (ZSRR)
- 59 Dywizja Strzelecka (ZSRR)

### 61 Korpus Strzelecki
Wystawiony przez Moskiewski OW w składzie:
- 110 Dywizja Strzelecka (ZSRR)
- 172 Dywizja Strzelecka (ZSRR)

18 lipca 1944 jako część składowa 69 Armii w składzie
- 134 Dywizja Strzelecka (ZSRR)
- 247 Dywizja Strzelecka (ZSRR)
- 274 Dywizja Strzelecka (ZSRR)

### 62 Korpus Strzelecki
Wystawiony przez Uralski OW w składzie:
- 170 Dywizja Strzelecka (ZSRR)
- 174 Dywizja Strzelecka (ZSRR)
- 186 Dywizja Strzelecka (ZSRR)

25 grudnia 1944 w składzie 33 Armia
- 49 Dywizja Strzelecka (ZSRR)
- 222 Dywizja Strzelecka (ZSRR)
- 362 Dywizja Strzelecka (ZSRR)

### 63 Korpus Strzelecki
Wystawiony przez Nadwołżański OW w składzie:
- 53 Dywizja Strzelecka
- 148 Dywizja Strzelecka
- 167 Dywizja Strzelecka

### 64 Korpus Strzelecki
Wystawiony przez Północno-Kaukaski OW w składzie:
- 165 Dywizja Strzelecka
- 175 Dywizja Strzelecka

### 65 Korpus Strzelecki
Wystawiony przez Specjalny Nadbałtycki OW w składzie:
- 11 Dywizja Strzelecka
- 16 Dywizja Strzelecka

### 66 Korpus Strzelecki
Wystawiony przez Nadwołżański OW w składzie:
- 18 Dywizja Strzelecka
- 61 Dywizja Strzelecka
- 117 Dywizja Strzelecka

### 67 Korpus Strzelecki
Wystawiony przez Charkowski OW w składzie:
- 102 Dywizja Strzelecka
- 132 Dywizja Strzelecka
- 151 Dywizja Strzelecka

### 69 Korpus Strzelecki
Wystawiony przez Moskiewski OW w składzie:
- 73 Dywizja Strzelecka
- 229 Dywizja Strzelecka
- 233 Dywizja Strzelecka

### 73 Korpus Strzelecki
Rano 19 stycznia 1945 wznowił natarcie całością sił 73 Korpus Strzelecki z 52 Armia (ZSRR), której wojska osiągnęły poprzedniego dnia linię Łękińsko – Jedlno. Jego celem był również Wieluń. Korpus posuwał się od strony Radomska, pokonując stosunkowo słaby opór nieprzyjaciela (nieliczne oddziały osłonowe). Około godz. 10.00 jednostki radzieckie sforsowały Wartę (50 Dywizja Strzelecka (ZSRR)) i dotarły na bezpośrednie przedpole miasta. 254 Dywizja Strzelecka (ZSRR) – płka Piotra Żiwaliewa obeszła Wieluń od północy, wyzwalając przedtem Lipnik, Drobnice, Sieniec, Małyszyn i Czarnożyły. Z kolei 294 Dywizja Strzelecka (ZSRR) dotarła pod miasto od strony południowo-zachodniej, zajmując Wierzchlas, Rudę i Turów, Od wschodu atakowała 50 Dywizja Strzelecka (ZSRR). Po krótkiej, silnej nawale ogniowej rozpoczęły się zacięte walki. Wzięły w nich udział także: 53 brygada pancerna gwardii z 6 Korpusu Pancernego gwardii i 55 brygada pancerna gwardii płka Dawida Dragunskiego (7 Korpus Pancerny gwardii). W południe Wieluń był wolny, a wróg stracił około l tys. żołnierzy i wiele sprzętu bojowego.

### 74 Korpus Strzelecki
1 grudnia 1945 w składzie 6 Armia
- 181 Dywizja Strzelecka (ZSRR)
- 309 Dywizja Strzelecka (ZSRR)

### 78 Korpus Strzelecki
Podczas walk o Wieluń część sił 78 Korpusu Strzeleckiego, a mianowicie oddziały wydzielone 111 Dywizja Strzelecka (ZSRR) – (dowódca gen. mjr Jurij Sokołów) i 373 Dywizja Strzelecka (ZSRR) – gen. mjra Kuźmy Sazonowa zajęły Praszkę, wyzwalając wcześniej szereg innych miejscowości (m.in. Załęcze Wielkie i Małe, Jaworzno, Rudniki, Strojec, Żytniów i Kowale). W Praszce znajduje się ważna przeprawa przez Prosnę, za którą drogi rozgałęziają się w kierunku na Olesno i Kluczbork.

### 91 Korpus Strzelecki
18 lipca 1944 jako część składowa 69 Armia (ZSRR) w składzie:
- 117 Dywizja Strzelecka (ZSRR)
- 312 Dywizja Strzelecka (ZSRR)
- 370 Dywizja Strzelecka (ZSRR)

### 97 Korpus Strzelecki
w składzie 23 Armii

### 98 Korpus Strzelecki
w składzie 23 Armii
w składzie 2 Armia Uderzeniowa
- 142 Dywizja Strzelecka (ZSRR)
  - 461 pp
  - 588 pp
  - 946 pp
  - 334 pal
  - 234 b ppanc
  - 227 b sap

- 281 Dywizja Strzelecka (ZSRR)
  - 1062 pp
  - 1064 pp
  - 1066 pp
  - 816 pal
  - 341 b ppanc
  - 556 b sap

- 381 Dywizja Strzelecka (ZSRR)
  - 1259 pp
  - 1261 pp
  - 1263 pp
  - 935 pal
  - 248 b ppanc
  - 652 b sap

### 101 Korpus Strzelecki
- 70 Gwardyjska Dywizja Piechoty (dowódca generał major Iwan Gusiew)
- 140 Dywizja Piechoty
- 183 Dywizja Piechoty[2].

### 102 Korpus Strzelecki
Dowódca – gen. mjr Iwan Puzikow
- 121 Dywizja Strzelecka (ZSRR)

Wyzwalanie Jasienia 121 Dywizja Strzelecka (ZSRR) – 14 lutego w składzie 13 Armii łącznie z 4 Armia Pancerna – 6 Korpus Zmechanizowany Gwardii

### 108 Korpus Strzelecki
w składzie 23 Armii
w składzie 2 Armia Uderzeniowa
- 46 Dywizja Strzelecka (ZSRR)
  - 176 pp
  - 314 pp
  - 340 pp
  - 393 pal
  - 60 b ppanc
  - 40 b sap

- 90 Dywizja Strzelecka (ZSRR)
  - 19 pp
  - 173 pp
  - 286 pp
  - 96 pal
  - 66 b ppanc
  - 17 b sap

- 372 Dywizja Strzelecka (ZSRR)
  - 1236 pp
  - 1238 pp
  - 1240 pp
  - 941 pal
  - 381 b ppanc
  - 658 b sap

### 115 Korpus Strzelecki
w składzie 65 Armii
- 105 Korpus Strzelecki
  - 44 Dywizja Strzelecka Gwardii
    - 137 Pułk Strzelecki Gwardii
    - 140 Pułk Strzelecki Gwardii
    - 142 Pułk Strzelecki Gwardii
    - 99 pal gwardii
    - 55 b ppanc gwardii
    - 52 b sap gwardii

- - 193 Dywizja Strzelecka (ZSRR)
    - 685 Pułk Strzelecki
    - 883 Pułk Strzelecki
    - 895 Pułk Strzelecki
    - 384 pla
    - 50 b ppanc
    - 4 b sap

  - 54 Dywizja Strzelecka (ZSRR)
    - 81 Pułk Strzelecki
    - 118 Pułk Strzelecki
    - 337 Pułk Strzelecki
    - 86 pal
    - 58 b ppanc
    - 16 b sap

### 116 Korpus Strzelecki
w składzie 2 Armii Uderzeniowej.
- 86 Dywizja Strzelecka (ZSRR)
- 321 Dywizja Strzelecka (ZSRR)
- 326 Dywizja Strzelecka (ZSRR)

### 120 Korpus Strzelecki
Wyzwolenia Gubina 22 lutego w składzie 3 Armia Gwardii – łącznie z 21 22 Korpusem Strzeleckim.

### 124 Korpus Strzelecki
w składzie 23 Armii, w 1945 podlega bezpośrednio 2 Frontowi Białoruskiemu w składzie:
124 Korpus Strzelecki
- 51 Dywizja Strzelecka (ZSRR)
  - 23 pułk strzelecki
  - 287 pułk strzelecki
  - 348 pułk strzelecki
  - 300 pal
  - 91 b ppanc
  - 44 b sap
- 208 Dywizja Strzelecka (ZSRR)
  - 435 pułk strzelecki
  - 578 pułk strzelecki
  - 760 pułk strzelecki
  - 662 pal
  - 36 b ppanc
  - 376 b sap
- 216 Dywizja Strzelecka (ZSRR)
  - 589 pułk strzelecki
  - 647 pułk strzelecki
  - 665 pułk strzelecki
  - 656 pal
  - 42 b ppanc
  - 370 b sap
- 330 Dywizja Strzelecka (ZSRR)
  - 1109 pułk strzelecki
  - 1111 pułk strzelecki
  - 1113 pułk strzelecki
  - 890 pal
  - 250 b ppanc
  - 607 b sap
- 369 Dywizja Strzelecka (ZSRR)
  - 1223 pułk strzelecki
  - 1225 pułk strzelecki
  - 1227 pułk strzelecki
  - 927 pal
  - 236 b ppanc
  - 438 b sap

### Specjalny Korpus Strzelecki
Wystawiony przez Front Dalekowschodni.
Skład:
- 101 Dywizja Górska
- 79 Dywizja Strzelecka
- 3 Dywizja Strzelecka
- 12 Dywizja Strzelecka
- 35 Dywizja Strzelecka
- 66 Dywizja Strzelecka
- 78 Dywizja Strzelecka
- 105 Dywizja Strzelecka

W czasie Wojny zimowej walczył w centralnej Finlandii jako część 9 Armii
- 54 Dywizja Strzelecka
- 44 Dywizja Strzelecka (w transporcie)

## Literatura
- Rawski Tadeusz, Piechota w II Wojnie światowej.
- Praca zbiorowa, Armia Czerwona w latach 1940–1941.
- Tadeusz Konecki, Skandynawia w Drugiej Wojnie światowej, 2003.
- K. Badziak i W. Kozłowski, Wyzwolenie Ziemi Łódzkiej. Styczeń 1945, Łódź 1980, s. 113–118.
- Eugeniusz Uciński – II Armia Wojska Polskiego na Ziemi Oleśnickiej. Wrocław. 1978
- А. Г. Ленский СУХОПУТНЫЕ СИЛЫ РККА в предвоенные годы, СПРАВОЧНИК, Санкт-Петербург 2000.
- Mała Encyklopedia Wojskowa, tom II (K – P), Wydawnictwo MON, Warszawa 1970, wyd. I, s. 95.
- Greczko A. A. – Siły zbrojne państwie radzieckiego, Warszawa 1975.
- Greczko A. A. (red.) – Historia drugiej wojny światowej 1939–1945 w dwunastu tomach, t. 4–10, Warszawa 1976–1983.
- – Armia RKKA, według stanu z 2 września 2003, s. 1–7.
- Bojowyj i czisliennyj sastaw woróżennych sił CCCR w pieriod wielkoj otieczestwiennoj wojny (1941–1945), Statisticzeskij zbornik Nr 1 (22 ijunia 1941 god), Moskwa 1994.